# Musée de la Contrefaçon
Musée de la Contrefaçon jest to muzeum poświęcone fałszerstwu i podróbkom. Muzeum jest położone przy rue de la Faisanderie pod numerem 16 w 16. okręgu Paryża. Muzeum jest otwarte codziennie z wyjątkiem poniedziałku. Za wstęp pobierana jest opłata. 
Muzeum został utworzone w 1951 roku przez Union des Fabricants, organizację zrzeszającą przemysłowców. Obecnie w kolekcji muzeum znajduje się ponad 350 eksponatów związanych z historią fałszerstwa. Eksponaty, które mają swoją wystawę w muzeum są oryginalne. Są to m.in. zabawki,  pióra, ubrania, narzędzia, pieniądze oraz luksusowe przedmioty (biżuteria itp.)